# Красноклювый цветоед
Красноклювый цветоед (лат. Dicaeum erythrorhynchos) — вид певчих птиц семейства цветоедовых.

## Таксономия
В составе вида выделяют два подвида:
- Dicaeum erythrorhynchos erythrorhynchos (Latham, 1790) — номинативный подвид, обитает в Индии, южном Непале, западном Бутане, Бангладеш и на центральных и западных территориях Мьянмы.
- Dicaeum erythrorhynchos ceylonense Babault, 1920 — встречает в Шри-Ланке.

Латинское название вида происходит от греческих слов «ἐρῠθρῶς» — красный и «ῥυγχος» — клюв.

## Описание

### Внешний вид
Размеры тела составляют около 8 см, масса — от 4-х до 8-и г.
Верх тела представителей номинативного подвида однотонный, серовато-коричневый со слабым оливковым оттенком. Рулевые и маховые перья тёмно-коричневые со светлой каймой. Область между клювом и глазами, а также щёки слегка бледнее и светлее остальной части головы. 
Оперение на нижней части тела варьируется от песочно-серого до серовато-белого, иногда с коричневатым оттенком по бокам груди и охристого на брюхе. Подкрылья светлые, почти белые. Радужка глаз орехово-коричневая. Клюв загнутый вниз, светло-коричневый с розовато-красноватым оттенком, от которого и происходит название вида. Ноги тёмно-серые. Полового диморфизма нет.
Молодые особи отличаются от взрослых более серым оперением; клюв короче, оранжево-красного цвета с тёмным кончиком. 
Представители D. c. ceylonense мельче номинативного подвида, имеют более тёмное оперение с ярче выраженным оливковым оттенком. Клюв серовато-коричневый, серебристый или розоватый. Радужка глаз желтовато-коричневая.

### Голос
Мягкое щебетание; свистящее «тси-тси-тси», переходящее в трель; ряд «чип-чип-чип» и пронзительных «ци-ци».

## Распространение
Обитает в лиственных лесах, мангровых зарослях, на открытых местностях вблизи фиговых деревьев, в искусственных насаждениях, таких как плантации и сады. Особенно часто встречается рядом с лорантовыми растениями, что типично для всего рода.
Держится на высоте до 1400 метров над уровнем моря в Непале и до 2100 м н.у.м. на Шри-Ланке. В Непале наблюдается сезонная миграция в более возвышенные районы.
Точное количество особей неизвестно, но популяция считается стабильной. Вид является обычным в Индии, Непале, Бангладеше, на Шри-Ланке и Мьянме.
Ареал, среди прочего, охватывает охраняемые территории, такие как Национальный парк Нагарахол и Национальный парк Читван.

## Биология

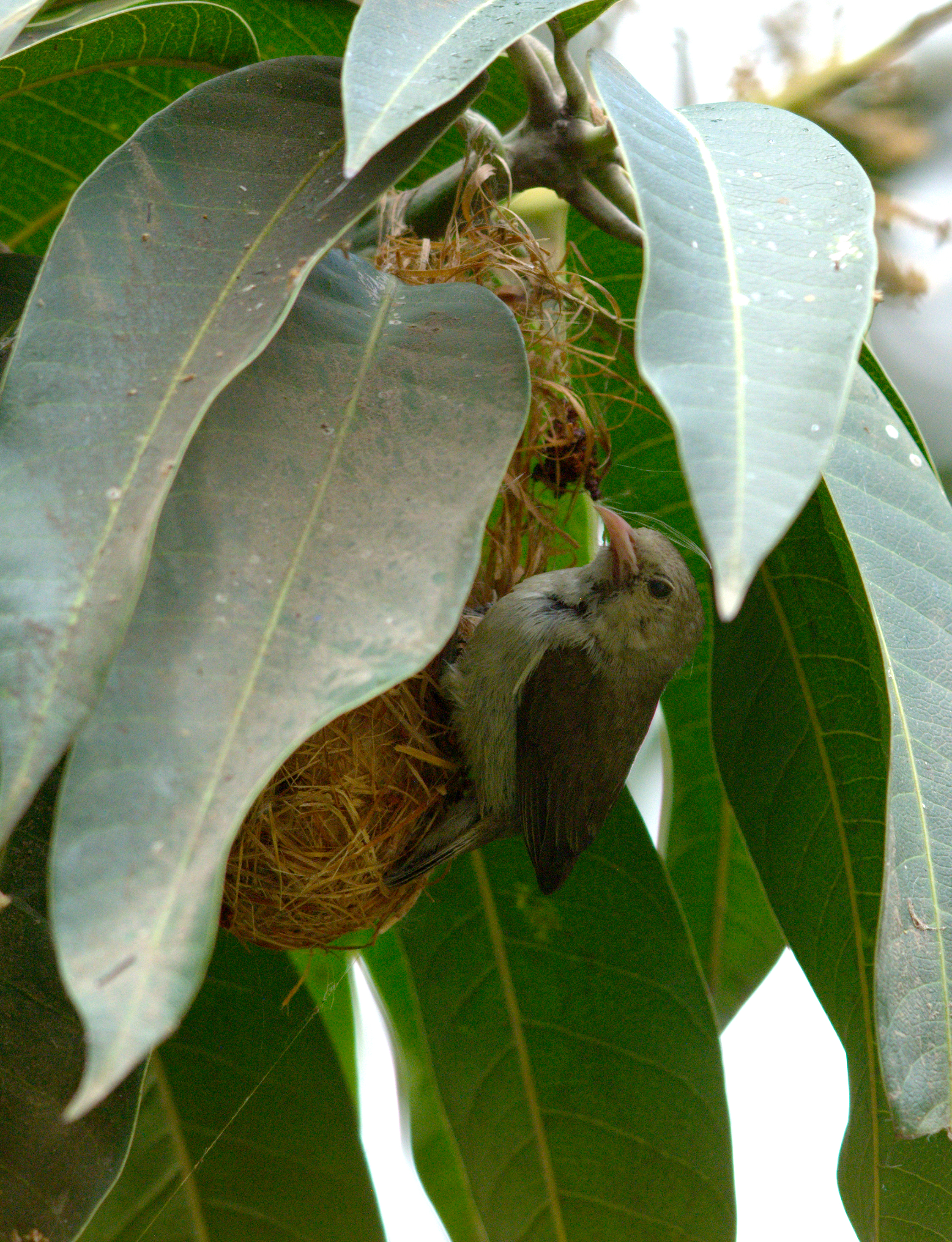
Красноклювый цветоед рядом со своим гнездом

Питается плодами лорантовых растений, пыльцой, пауками и мелкими насекомыми. Держится поодиночке или парами, вне сезона размножения также в группах, в том числе с другими видами птиц.
Сезон размножения приходится на январь — июнь на севере Индии и в Непале; февраль — май, август и сентябрь в южной части Индии; январь — июль, сентябрь и ноябрь на Шри-Ланке.
Гнездо представляет собой маленький мешочек овальной или грушевидной формы размером 9 × 6 см, в верхней части которого находится входная щель. Гнездо строится из растительного пуха, травы, корешков и паутины, выстилается растительным волокном, а снаружи украшается паутиной и кусочками коры. Подвешивется к ветке на высоте 2-15 м (обычно 6-9 м) над землёй. В кладке 1-3 яйца, обычно белых без отметин, однако на Шри-Ланке встречаются также пятнистые.
В строительстве гнезда, высиживанием яиц и уходе за птенцами участвуют оба родителя.
|  |  |  |
|  |  |  |